# Eucamerotus
Az Eucamerotus a hüllők (Reptilia) osztályának dinoszauruszok csoportjába, ezen belül a hüllőmedencéjűek (Saurischia) rendjébe, a Sauropodomorpha alrendjébe és a Sauropoda alrendágába tartozó növényevő nem.

## Neve és rendszertani besorolása
Az Eucamerotus magyarul „jól kamrázott”-at jelent. Azért kapta ezt a nevet, mert csigolyáin nagy üres részek vannak. Faj nevét pedig William D. Foxról kapta, aki Brighstone-öböl mellett, rátalált e dinoszaurusz néhány csigolyájára.
John Hulke, aki megalkotta e dinoszaurusz nemének a nevét, és leírta a kövületeit, fajnévvel nem látta el, emiatt egy ideig az őslénykutatók, mikor az Ornithopsis hulkei-nak, mikor pedig a Pelorosaurusnak a szinonimájaként használták az Eucamerotust.
1995-ben, William T. Blows végre meghatározta, hogy a Brachiosauridae családba tartozik és fajnevet is adott neki; megalkotta a típusfaját is és pontosabban leírta a maradványait:
- BMNH R2522 - a típusfaj; arcus vertebrae,
- BMNH R89 - két csigolya,
- BMNH R90 - két csigolya,
- BMNH R2524 - egy fiatal példány egy darab csigolyája.[5][6]

A fentiekhez még hozzáadódik néhány csigolya és egy részleges csontváz; ez a paratípus a MIWG-BP001 számot kapta. Azonban a Brachiosauridae-khoz való sorolását egyes őslénykutató elveti. Sajnos, eddig a paratípus nincs hivatalosan leírva.
Naish és Martill (2001) szerint az Eucamerotus a Brachiosauridaek között nomen dubium, és Blows leírása eléggé kétséges; ugyanezt véli Upchurch et al. (2004) is, de szerinte ez a dinoszaurusz még Sauropoda sem. Santucci és Bertini (2005) szerint a titanosauriák közé sorolható, míg 2006 júliusában Darren Naish kijelentette, hogy mégis Brachiosauridae lehet az Eucamerotus .

## Előfordulása
Ez a hosszúnyakú, növényevő dinoszaurusz a kora kréta korhoz tartozó barremi korszak idején élt, ott ahol ma az Egyesült Királyságbeli Wight-sziget található. Az állat kövületei a Wessex Formationból kerültek elő.

## Megjelenése
A körülbelül 20 centiméter hosszú csigolyáiból ítélve, az Eucamerotus körülbelül 15 méter hosszú lehetett. Ha a Brachiosauridaekhoz tartozott, akkor valószínűleg négylábon járt és növényevő volt.

## Fordítás
Ez a szócikk részben vagy egészben  az   Eucamerotus című angol Wikipédia-szócikk ezen változatának fordításán alapul.  Az eredeti cikk szerkesztőit annak laptörténete sorolja fel. Ez a jelzés csupán a megfogalmazás eredetét és a szerzői jogokat jelzi, nem szolgál a cikkben szereplő információk forrásmegjelöléseként.